# Mongolia International 2008
Die Mongolia International 2008 im Badminton fanden vom 25. bis zum 28. September 2008 in Ulaanbaatar statt.

## Sieger und Platzierte
| Disziplin    | Gold                                  | Silber                               | Bronze                                         |
| ------------ | ------------------------------------- | ------------------------------------ | ---------------------------------------------- |
| Herreneinzel | Alistair Casey                        | Enkhbat Olonbayar                    | Sainbuyan Purevsuren                           |
| Herreneinzel | Alistair Casey                        | Enkhbat Olonbayar                    | Davaasuren Battur                              |
| Dameneinzel  | Gerelmaa Batchuluun                   | Ganchuluun Boldbaatar                | Zolzaya Gankhuyag                              |
| Dameneinzel  | Gerelmaa Batchuluun                   | Ganchuluun Boldbaatar                | Munkhchimeg Mendjargal                         |
| Herrendoppel | Alistair Casey Clemens Michael Smola  | Davaasuren Battur Zolzaya Munkhbaata | Munkherdene Damdinerevgii Ganzorig Erdenebayar |
| Herrendoppel | Alistair Casey Clemens Michael Smola  | Davaasuren Battur Zolzaya Munkhbaata | Batkhurel Ochirpurev Enkhbat Olonbayar         |
| Mixed        | Enkhbat Olonbayar Gerelmaa Batchuluun | Davaasuren Battur Zolzaya Gankhuyag  | Zolzaya Munkhbaata Ganchuluun Boldbaatar       |
| Mixed        | Enkhbat Olonbayar Gerelmaa Batchuluun | Davaasuren Battur Zolzaya Gankhuyag  | Uuganbayar Terbish Munkhchimeg Mendjargal      |